# أندرياس إندرسن (لاعب كرة قدم)
أندرياس إندرسن (بالنرويجية البوكمول: Andreas Endresen)‏ هو لاعب كرة قدم نرويجي في مركز الهجوم، ولد في 21 يناير 2003. لعب مع نادي هاوغسوند.

## وصلات خارجية
- أندرياس إندرسن (لاعب كرة قدم) على موقع اتحاد النرويج (النرويجية)
- أندرياس إندرسن (لاعب كرة قدم) على موقع قاعدة بيانات كرة القدم.إي يو (الإنجليزية)
- أندرياس إندرسن (لاعب كرة قدم) على موقع Soccerway.com (الإنجليزية)